# Richard Limo

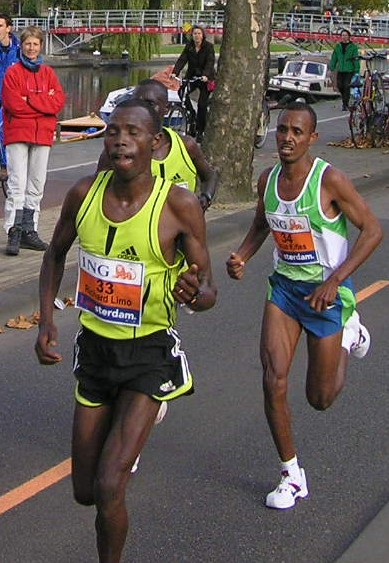
Richard Limo (links) beim Amsterdam-Marathon 2007

Richard Limo (auch: Richard Kipkemei Limo; * 18. November 1980 in Cheptigit bei Eldoret) ist ein kenianischer Langstreckenläufer.

## Karriere auf der Bahn und im Crosslauf
Limo wollte ursprünglich Elektroinstallateur werden und fing erst 1997 mit dem Lauftraining an, fasziniert von den Athleten eines Trainingscamp in der Nähe der Farm seiner Familie. 1998 und 1999 gewann er jeweils Silber beim Juniorenrennen der Crosslauf-Weltmeisterschaften. 1998 gewann er zudem in 13:37,42 min Bronze im 5000-Meter-Lauf bei den Commonwealth Games in Kuala Lumpur und in 8:20,67 min Silber im 3000-Meter-Hindernislauf der Leichtathletik-Afrikameisterschaften. Bei den Olympischen Spielen 2000 in Sydney belegte er im 5000-Meter-Lauf in 13:39,41 min den zehnten Platz. In diesem Bummelrennen mit schneller Schlussrunde hatte er im Ziel nur vier Sekunden Rückstand auf Gold.
Bei den Leichtathletik-Weltmeisterschaften 2001 in Edmonton entwickelte sich von vornherein ein wesentlich schnelleres Rennen. Eingangs der letzten Kurve lag der Algerier Ali Saïdi-Sief noch knapp vor Richard Limo in Führung, Limo überholte ihn aber im Schlussspurt und gewann in 13:00,77 min. Ali Saïdi-Sief wurde später seine Silbermedaille wegen Dopings aberkannt, so dass in der offiziellen Ergebnisliste der Olympiasieger von 2000, Million Wolde aus Äthiopien, mit 13:03,47 min auf Platz zwei geführt wird.
In den Jahren 2002 und 2003 wurde Richard Limo jeweils Vierter bei den Crosslauf-Weltmeisterschaften auf der Langstrecke und gewann mit der kenianischen Mannschaft jeweils Gold. Bei den Weltmeisterschaften 2003 in Paris/Saint-Denis wurde Limo im bis dahin schnellsten Meisterschaftsrennen über 5000 Meter in 13:01,13 min Siebter.

## Erfolge auf der Straße

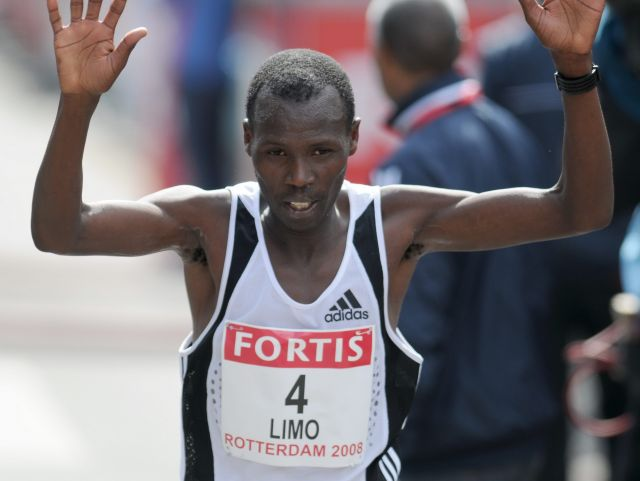
Richard Limo beim Rotterdam-Marathon 2008

In den folgenden Jahren wendete sich Limo, der schon 1999 den Silvesterlauf Peuerbach gewonnen hatte, dem Straßenlauf zu. 2004 siegte er beim Giro Media Blenio über 10 km, und 2006 wurde er Zweiter beim Montferland Run über 15 km.
Bei seinem Debüt über die 42,195-km-Distanz wurde er 2007 Zweiter beim Amsterdam-Marathon in 2:06:45 h. Im Jahr darauf wurde er Vierter beim Rotterdam-Marathon und Zehnter beim Chicago-Marathon. 2009 wurde er Neunter in Rotterdam und Fünfter in Chicago. Einem zweiten Platz beim Los-Angeles-Marathon 2010 folgte im selben Jahr sein erster Sieg über diese Distanz beim Rock ’n’ Roll Marathon.
Richard Limo ist 1,67 m und wiegt 53 kg. Er ist verheiratet und hat zwei Kinder.

## Bestleistungen
- 1500 m: 3:37,59 min, 26. Mai 1999, Cottbus
- 3000 m: 7:32,23 min, 24. August 2001, Brüssel
- 5000 m: 12:56,72 min, 17. August 2001, Zürich
- 10.000 m: 26:50,20 min, 30. August 2002, Brüssel
- 15-km-Straßenlauf: 43:44 min, 3. Dezember 2006, ’s-Heerenberg
- Halbmarathon: 1:02:23 h, 14. September 2008, Rotterdam
- Marathon: 2:06:45 h, 21. Oktober 2007, Amsterdam
- 3000-m-Hindernislauf: 8:20,67 min, 20. August 1998, Dakar